# Ilmari Hannikainen
Toivo Ilmari Hannikainen (ur. 19 października 1892 w Jyväskylä, zm. 25 lipca 1955 w Kuhmoinen) – fiński pianista i kompozytor.

## Życiorys
Syn Pekki Hannikainena. W latach 1911–1913 studiował w Helsinkach u Elli Rängman-Björlin (fortepian) i Erkkiego Melartina (kompozycja). Kontynuował studia w Wiedniu u Franza Schrekera (1913–1914), w Petersburgu u Aleksandra Silotiego i Maksimiliana Sztajnberga (1916–1917) i w Paryżu u Alfreda Cortota (1919). Jako pianista debiutował w 1914 roku w Helsinkach. Występował w trio ze swoimi braćmi Tauno i Arvo. W latach 1939–1955 prowadził klasę fortepianu w Akademii Sibeliusa.
Ceniony jako wykonawca utworów fortepianowych Sibeliusa i Rachmaninowa. Jego gra cechowała się precyzją, przejrzystością i dynamizmem, typowymi dla szkoły Aleksandra Silotiego. Skomponował m.in. Koncert fortepianowy, Kwintet fortepianowy, utwory fortepianowe i kameralne, obraz sceniczny Talkoottanssit, pieśni.